# Phellodon tenuis
Phellodon tenuis är en svampart som beskrevs av R.E. Baird 1988. Phellodon tenuis ingår i släktet lädertaggsvampar och familjen Bankeraceae.   Inga underarter finns listade i Catalogue of Life.